# Puch bei Weiz
Puch bei Weiz is een gemeente in de Oostenrijkse deelstaat Stiermarken, en maakt deel uit van het district Weiz.
Puch bei Weiz telt 2144 inwoners.
Albersdorf-Prebuch
· Anger
· Birkfeld
· Fischbach
· Fladnitz an der Teichalm
· Floing
· Gasen
· Gersdorf an der Feistritz
· Gleisdorf
· Gutenberg
· Hofstätten an der Raab
· Ilztal
· Ludersdorf-Wilfersdorf
· Markt Hartmannsdorf
· Miesenbach bei Birkfeld
· Mitterdorf an der Raab
· Mortantsch
· Naas
· Passail
· Pischelsdorf am Kulm
· Puch bei Weiz
· Ratten
· Rettenegg
· Sankt Kathrein am Hauenstein
· Sankt Kathrein am Offenegg
· Sankt Margarethen an der Raab
· Sankt Ruprecht an der Raab
· Sinabelkirchen
· Strallegg
· Thannhausen
· Weiz
- Gemeinsame Normdatei: 4047782-4
- Library of Congress Control Number: n85152597
- Nationale Bibliotheek van Israël: 987007567289505171
- Virtual International Authority File: 150162367